# Alexandre Millerand
Alexandre Millerand (Parigi, 10 febbraio 1859 – Versailles, 7 aprile 1943) è stato un politico francese.
È stato primo ministro dal 20 gennaio al 24 settembre 1920 e presidente della Repubblica di Francia dal 23 settembre 1920 all'11 giugno 1924.

## Biografia
Il padre, Jean-François Millerand (1826-1897), era negoziante di stoffe, sposatosi nel 1861 con Mélanie Caen (1835-1898).

## Esordio
Avvocato, acquisì fama nell'assumere la difesa, unitamente a Georges Laguerre, di Ernest Roche e Duc-Quercy, gli istigatori dello sciopero di Decazeville nel 1883. Il 1º maggio dello stesso anno fu iniziato in Massoneria nella loggia L'Amitié
Quando Laguerre fu eletto deputato, sempre nel 1883, ne prese il posto come commentatore di cronaca giudiziaria sul giornale di Georges Clemenceau, La Justice. Fu eletto alla Camera dei deputati per il dipartimento della Senna nel 1885 come radicalsocialista. 
Insieme a Clemenceau e Camille Pelletan fu arbitro di nomina dei lavoratori, nello sciopero di Carmaux (1892). 
La sua influenza come oratore alla Camera - sorta nei dibattiti in tema di legislazione sociale - si estese quando lo scandalo di Panama diffuse il discredito verso la classe politica.

## Componente dell'Esecutivo
A capo del gruppo socialista (diventato Parti Socialiste de France nel 1899), che contava sessanta deputati, diresse fino al 1896 il suo organo di stampa, La Petite République. Nel 1898, divenne direttore di La Lanterne.
Il suo programma politico includeva la proprietà collettiva dei mezzi di produzione e l'associazione internazionale dei lavoratori, ma nel giugno 1899 entrò a far parte del gabinetto di "difesa repubblicana" (Défense républicaine) di Pierre Waldeck-Rousseau nella qualità di ministro del commercio, nonostante la presenza nel medesimo gabinetto di un personaggio di estrema destra che aveva guidato la repressione della Comune di Parigi nel 1871: questo provocò una prima seria frattura ideologica e politica con suo gruppo parlamentare d'appartenenza.
Al governo si dedicò a riforme per il miglioramento della marina mercantile, lo sviluppo del commercio, l'educazione tecnica, il sistema postale e il miglioramento delle condizioni di lavoro.
Il suo nome fu collegato con la legge sulle pensioni di vecchiaia, approvata alla fine nel 1905, ma in quel momento il suo riformismo l'aveva già distanziato dal suo gruppo parlamentare (spostatosi sempre più verso l'estrema ortodossia marxista) che l'aveva espulso nel 1903.
A sua volta spostatosi su criticate posizioni "piccolo-borghesi", fu nominato primo ministro dal Capo dello Stato conservatore Paul Deschanel nel gennaio 1920.

## La presidenza
Pochi mesi dopo Deschanel dovette dimettersi per problemi di salute mentale, e Millerand emerse come candidato di compromesso alla Presidenza della Repubblica, venendo eletto nel settembre 1920. 
Come presidente, fu accusato di aver abbandonato la tradizionale neutralità dell'Eliseo, con le nomine a primo ministro di Georges Leygues (che, proveniente dall'Amministrazione pubblica, si prestava a sostenere un rafforzamento dei poteri del Capo dello Stato nella gestione dell'Esecutivo), Aristide Briand (da lui subita, in ragione della resistenza delle Camere al suo candidato prescelto, Raoul Péret) e di Raymond Poincaré (da lui nominato dopo che le sinistre non si impegnarono attivamente per la prosecuzione del governo Briand).
Il 14 luglio 1922 Millerand sfuggì ad un attentato compiuto dall'anarchico Gustave Bouvet.
Due anni dopo, in ragione della prosecuzione del conflitto tra l'Eliseo e le Camere, Millerand si dimise, proprio mentre il cartello delle sinistre vinceva le elezioni nel 1924. Gaston Doumergue, presidente del Senato, lo sostituì alla guida della Repubblica.

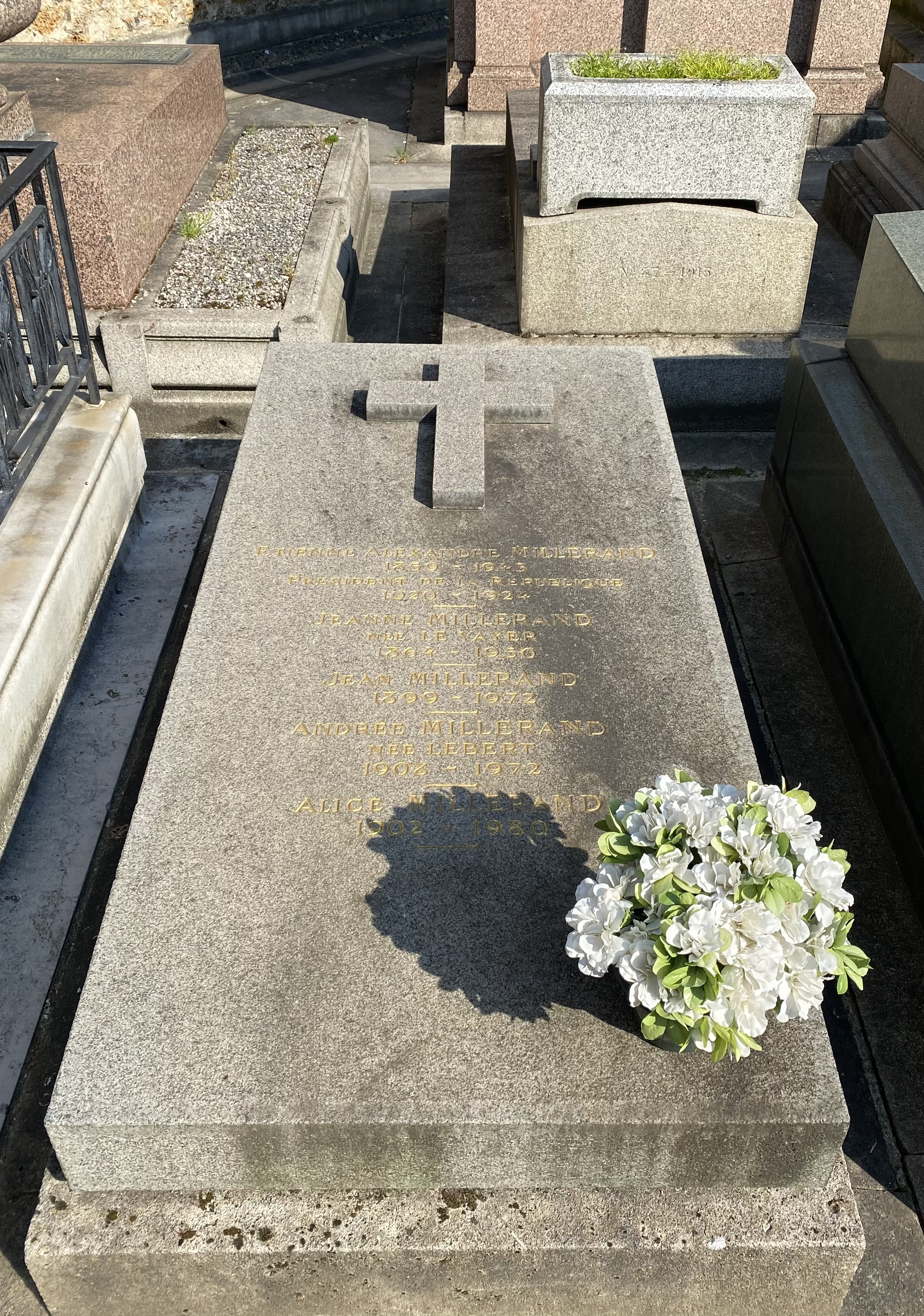
La tomba nel cimitero di Passy.

Alexandre Millerand morì nel 1943 e fu sepolto nel cimitero di Passy.